# Districtul Eger
Eger (în maghiară Egri járás) este un district în județul Heves, Ungaria.
Districtul are o suprafață de 602,05 km2 și o populație de 87.630 locuitori (2013).